# Matthias Behr
Matthias Behr (n. 1 aprilie 1955, Tauberbischofsheim, Republica Federală Germania, Germania) este un fost scrimer german specializat pe floretă. A fost campion olimpic pe echipe la Montréal 1976, fiind laureată în total cu patru medalii olimpice din trei participări. A fost și triplu campion mondial pe echipe în 1977, 1983 și 1987, și vicecampion la individual în 1987. A câștigat clasamentul general al Cupei Mondiale de Scrimă în 1978.
Este căsătorit cu floretista de origine română Zita Funkenhauser, campioană olimpică pe echipe la Los Angeles 1984 și la Seul 1988.

## Legături externe
- en Matthias Behr la Olympedia.org